# Instant Karma: The Amnesty International Campaign to Save Darfur
Instant Karma: The Amnesty International Campaign to Save Darfur (Karma Instantáneo: La Campaña de Amnistía Internacional para rescatar Darfur), es un álbum recopilatorio de varios artistas que interpretan canciones de John Lennon, para colaborar a la campaña internacional que pretende aliviar la crisis en Darfur. Este álbum es parte del proyecto "Make Some Noise" de Amnistía Internacional.
Los derechos de las canciones de John Lennon y de los derechos de autor de las compañías musicales fueron donados a Amnistía Internacional por Yōko Ono. Amnistía Internacional utilizó las canciones para comenzar la Campaña humanitaria "Make Some Noise", la cual más tarde confluyó en la campaña "Instant Karma". 
Este álbum es utilizado como un impulsor de la música de John Lennon, para inspirar a las nuevas generaciones de activistas para luchar por los derechos humanos.

Esto es maravilloso, a través de esta campaña, la música que es tan familiar para muchas personas de nuestra época ahora acogerá a una nueva generación. (...) La música de John servirá de inspiración para cambiar y mejorar la reputación de los Derechos Humanos, nosotros realmente podemos hacer del mundo un mejor lugar.
Yoko Ono

Nosotros sabemos que el poder de la música une e inspira a la gente. El mundo necesita una movilización de masas, estas requieren acción y justicia. La campaña "Instant Karma" combina el deseo y la pasión de John Lennon por imaginar un mundo más pacífico con la experiencia en conseguir justicia de Amnistía Internacional. "Instant Karma" permite que las personas del común puedan apoyar para salvar vidas - una noción que nosotros creemos que hará a John muy orgulloso.
Larry Cox, ejecutivo director de Amnistía Internacional Estados Unidos

La recaudación del CD y de las ventas digitales serán brindadas a Amnistía Internacional y su campaña enfocada en la atención y movilización del activismo alrededor de la urgente catástrofe en Darfur, y otros crisis de los Derechos Humanos. El álbum fue lanzado en Estados Unidos el 12 de julio de 2007 y en Inglaterra, el 25 de junio de 2007.
En uno de los 300 registros promocionales de edición limitada (producidos por Amnistía Internacional, en vinil de 12"), que fueron entregados a personas involucradas en el proyecto; Yoko Ono anuncia que cedería los derechos del catálogo retrospectivo de su esposo Lennon a la organización benéfica. También explica, durante unos minutos, con Power to the People sonando de fondo, la razón por la que está trabajando con Amnistía y autoriza que se usen las canciones de Lennon. En el impreso de las etiquetas se lee:

"Se trata de utilizar el lenguaje universal de la música para transformar lo negativo en positivo".
Yoko Ono Lennon

## Lista de canciones
Disco Uno
| #  | Título                             | Grupo o Artista                                  | Productores                                                    | Tiempo. |
| -- | ---------------------------------- | ------------------------------------------------ | -------------------------------------------------------------- | ------- |
| 1  | "Instant Karma"                    | U2                                               | Tal Herzberg; además producido por Larry Mullen Jr. y The Edge | 3:14    |
| 2  | "#9 Dream"                         | R.E.M.                                           | David Barbe y R.E.M.                                           | 4:38    |
| 3  | "Mother"                           | Christina Aguilera con Bigelf                    | Linda Perry                                                    | 4:48    |
| 4  | "Give Peace a Chance"              | Aerosmith con "Sierra Leone's Refugee All Stars" | Marti Frederiksen                                              | 4:35    |
| 5  | "Cold Turkey"                      | Lenny Kravitz                                    | Lenny Kravitz                                                  | 4:43    |
| 6  | "Whatever Gets You Thru the Night" | Lonely Boys                                      | Lonely Boys                                                    | 3:35    |
| 7  | "I'm Losing You"                   | Corinne Bailey Rae                               | Steve Chrisanthou                                              | 4:01    |
| 8  | "Gimme Some Truth"                 | Jakob Dylan con Dhani Harrison                   | Tony Berg                                                      | 3:53    |
| 9  | "Oh, My Love"                      | Jackson Browne                                   | Jackson Browne                                                 | 2:39    |
| 10 | "Imagine"                          | Avril Lavigne                                    | Butch Walker                                                   | 3:12    |
| 11 | "Nobody Told Me"                   | Big & Rich                                       | Adam Shoenfeld                                                 | 3:30    |
| 12 | "Jealous Guy"                      | Youssou N'Dour                                   | Prince N'Dour                                                  | 3:59    |

Disco Dos
| #  | Título                      | Grupo o Artista                     | Productores                                      | Tiempo. |
| -- | --------------------------- | ----------------------------------- | ------------------------------------------------ | ------- |
| 1  | "Working Class Hero"        | Green Day                           | Green Day                                        | 4:24    |
| 2  | "Power to the People"       | Black Eyed Peas                     | Will.I.Am                                        | 3:35    |
| 3  | "Imagine"                   | Jack Johnson                        | Jack Johnson y Robert Carranza                   | 3:40    |
| 4  | "Beautiful Boy"             | Ben Harper                          | Ben Harper                                       | 3:48    |
| 5  | "Isolation"                 | Snow Patrol                         | Garrett "Jacknife" Lee                           | 2:36    |
| 6  | "Watching the Wheels"       | Matisyahu                           | David Kahne                                      | 3:19    |
| 7  | "Grow Old With Me"          | Postal Service                      | Jimmy Tamborello y Benjamin Gibbard              | 2:30    |
| 8  | "Gimme Some Truth"          | Jaguares                            | Saúl Hernández, Alfonso André y Adrian Belew     | 3:08    |
| 9  | "(Just Like) Starting Over" | The Flaming Lips                    | The Flaming Lips                                 | 3:36    |
| 10 | "God"                       | Jack's Mannequin con Mick Fleetwood | Jim Writ, Andrew McMahon y Robert "Raw" Anderson | 4:20    |
| 11 | "Real Love"                 | Regina Spektor                      | Regina Spektor y Joe Mendelson                   | 3:57    |
| 12 | "Instant Karma"             | Tokio Hotel                         | Tokio Hotel, Dave roth y David Jost              | 3:11    |

## Pistas adicionales exclusivas
Nota: Sólo disponible en la Edición Especial del álbum, cortesía de la tienda estadounidense Borders Group, Inc. (BGP) en el Disco Dos.
| # | Título                     | Grupo o artista | Tiempo |
| - | -------------------------- | --------------- | ------ |
| 1 | "Imagine"                  | Willie Nelson   | 3:33   |
| 2 | "Happy Xmas (War Is Over)" | Maroon 5        | 3:04   |
| 3 | "Oh, My Love"              | Yellowcard      | 3:20   |

Nota: Sólo disponibles como "Bonus Tracks Only" del álbum y exclusivos de iTunes como sencillo (Otras versiones).
| # | Título                     | Grupo o artista           | Tiempo |
| - | -------------------------- | ------------------------- | ------ |
| 1 | "Bless You"                | Leeroy                    | 3:19   |
| 2 | "Happy Xmas (War Is Over)" | Angelique Kidjo con Naima | 3:04   |